# Senhor Roubado (métro de Lisbonne)
Senhor Roubado est une station du métro de Lisbonne sur la ligne jaune.